# Puntukrejo
Puntukrejo is een bestuurslaag in het regentschap Karanganyar van de provincie Midden-Java, Indonesië. Puntukrejo telt 3545 inwoners (volkstelling 2010).